# Проклятие человечества
«Проклятие человечества» (нем. Der Fluch der Menschheit) — немой немецкий приключенческий фильм 1920 года режиссёра Рихарда Айхберга. Фильм был выпущен в Германии в двух частях с подзаголовками «Дочь труда» и «Опьянение миллиардами». Является третьим фильмом в карьере Белы Лугоши снятым на студии Eichberg-Film.
По состоянию на 2021 год фильм считается утерянным.

## Сюжет
Фильм рассказывает историю Анны Марии Тиссен, которая после смерти мужа наследует огромное состояние и горнодобывающую компанию. Её новый любовник Мейндель «неустанно работает над великим изобретением». Механик Мельцер живёт у родителей Тиссен. Благодаря своему усердию он дослужился до должности техника и теперь работает в компании Theifien Mining в качестве инспектора шахты. Анна Мария по прошествии долгого времени снова встречает его в шахте. Его любовь к ней вспыхивает вновь, и теперь — после смерти её мужа Тейфиена — Мельцер снова пытается использовать свою прежнюю власть над ней. Однако она с гордостью отвергает ухаживания и добивается его смещения с должности в компании Theifien Mining.
Любовь Мельцера превращается в яростную ненависть. Он становится лидером рабочих, агитатором, бунтарём и добровольным орудием эмиссара из чужой страны, который хочет уничтожить изобретение Мейнделя, которое дало бы его народу преимущество.
Каждый вечер в 20:00 в испытательном центре регистрируются результаты работы расточного станка. Должны быть уничтожены не только эти результаты, но и сам Мейндель. Мельцер конструирует машину, которую подключает к высоковольтным линиям электропередач и с помощью электронного зажигания должен в назначенное время разнести всё на куски. Другой персонаж прикасается к высоковольтной линии электропередачи, в результате чего объект взрывается раньше запланированного срока, а вместе с ним и Мельцер. Влюблённые Анна Мария и Мейндель остаются друг с другом.

## В ролях
и 
| Актёр              | Роль            |
| ------------------ | --------------- |
| Ли Пэрри           | роль неизвестна |
| Виолетта Напьерска | роль неизвестна |
| Бела Лугоши        | злодей Мельцер  |
| Роберт Шольц       | роль неизвестна |
| Вилли Кейсер-Хейл  | роль неизвестна |
| Рейнхольд Паш      | роль неизвестна |
| Альфред Шмасов     | роль неизвестна |
| Марга Колер        | роль неизвестна |
| Феликс Хехт        | роль неизвестна |

## Производство
Сценаристами фильма выступили Уильям Меркел и постоянный сценарист студии Eichberg-Film Артур Тойбер. Фильм вышел в Германии в 1920 году в двух частях: первая часть называлась «Дочь труда» (нем. Die Tochter der Arbeit) и её премьера состоялась в сентябре, вторая имела название «Опьянение миллиардами» (нем. Im Rausche der Milliarden). Главный актёрский состав данного фильма как и практически всех фильмов Рихарда Айхберга состоял из Ли Пэрри, Виолетты Напьерской и Белы Лугоши.
На 2021 год не известно ни одной сохранившейся копии фильма. Фильм принадлежал к приключенческому жанру. В своей рецензии один критик описывал начало фильма: «Начало картины характерно: крупный план режиссёра и звёзды — весь фильм столь же атавистичен — и затем подзаголовок: „Возвращаясь в детство, я мечтаю о себе...“».

## Критика
Положительные отзывы на фильм оставили издания LichtbildBühne и Der Film. Der Film написали, что игра Лугоши «заслуживает похвалы», а так же отметили «необычайно хорошую» операторскую работу Джо Райва. Режиссёру Айхберга издание назвало «в целом приятной и удачной», несмотря на то, что он допустил «небольшие неуклюжие моменты», которые «проскальзывали по ходу действия».